# Chromosoom 6
Chromosoom 6 is een chromosoom in het menselijk lichaam dat ongeveer 170 miljoen basenparen DNA bevat. Het staat voor 5 tot 5,5 procent van het totale DNA in cellen.
Op chromosoom 6 waren in 2008 75 genen bekend die de oorzaak van een ziekte kunnen vormen.

## Te herleiden aandoeningen
Aanleg voor onder meer de volgende aandoeningen is te herleiden tot een fout (een verkeerde structuur of aantal basenparen) op chromosoom 6:
- meerdere genen verhogen de vatbaarheid voor suikerziekte
- Tumornecrosefactor α
- Polycysteuze leverziekte

1 ·
2 ·
3 ·
4 ·
5 ·
6 ·
7 ·
8 ·
9 ·
10 ·
11 ·
12 ·
13 ·
14 ·
15 ·
16 ·
17 ·
18 ·
19 ·
20 ·
21 ·
22 ·
X ·
Y